# Astragalus souliei
Astragalus souliei är en ärtväxtart som beskrevs av George Simpson. Astragalus souliei ingår i släktet vedlar, och familjen ärtväxter. Inga underarter finns listade i Catalogue of Life.